# Diplazium roxburghii
Diplazium roxburghii är en majbräkenväxtart som beskrevs av Thomas Moore.
Diplazium roxburghii ingår i släktet Diplazium och familjen Athyriaceae. Inga underarter finns listade i Catalogue of Life.